# Memmingen
Memmingen je mesto z okoli 45.000 prebivalci (2021) na Švabskem (Bavarska) v Nemčiji. Je gospodarsko, izobraževalno in upravno središče regije Donava-Iller. Zahodno od mesta teče reka Iller, ki predstavlja mejo z zvezno deželo Baden-Württemberg. Na severu, vzhodu in jugu je mesto obdano z okrožjem Unterallgäu (Spodnji Allgäu).
S 44.000 prebivalci je Memmingen peto največje mesto v upravni regiji Švabski na jugozahodu Bavarske. Nastanek mesta sega v obdobje Rimskega cesarstva. Staro mestno jedro s številnimi dvorišči, gradovi in patricijskimi hišami, palačami in utrdbami je eno najbolj ohranjenih v južni Nemčiji. Z dobrimi prometnimi povezavami po cesti, železnici in zraku je transportno vozlišče za Zgornjo in Srednjo Švabsko ter Allgäu.
Zaradi bližine regije Allgäu Memmingen pogosto imenujejo vrata v Allgäu (Tor zum Allgäu). Moto mesta je Memmingen – Stadt mit Perspektiven (Memmingen - mesto s perspektivami). Pred kratkim je bil Memmingen imenovan  - mesto človekovih pravic. To je spomin na Dvanajst členov, ki so bili prvi pisni sklop človekovih pravic v Evropi, napisani v Memmingenu leta 1525. Vsaka štiri leta se odvija festival Wallenstein z okoli 4500 udeleženci, največja zgodovinska predstava v kostumih v Evropi. V spomin na invazijo Wallensteina in njegovih vojakov leta 1630.

## Zgodovina
Menijo, da je na mestu današnjega Memmingena v rimskih časih obstajalo majhno vojaško mesto, ki se je verjetno imenovalo Cassiliacum. V 5. stoletju je nastala alemanska naselbina, v 7. stoletju pa je bila tu palača frankovskega kralja.
Memmingen je bil povezan s Češko, Avstrijo in Münchnom s Solno cesto, staro trgovsko potjo soli, do Lindaua. Druga pomembna pot skozi Memmingen je bila italijanska cesta iz severne Nemčije preko Švice v Italijo. Obe cesti sta Memmingenu pomagali pridobiti pomen kot trgovsko središče. V srednjem veku je bil kraj znan kot Mammingin; leta 1158 je welfski vojvoda Welf VI. ustanovil mesto Memmingen. Leta 1286 je postal svobodno cesarsko mesto, odgovorno le cesarju.
Christoph Schappeler, pridigar v cerkvi sv. Martina v Memmingenu v začetku 16. stoletja, je bil pomembna osebnost med protestantsko reformacijo in nemško kmečko vojno. Njegova podpora kmečkim pravicam je pomagala privabiti kmete v Memmingen. Mesto je najprej sledilo tetrapolitski izpovedi in nato Augsburški veroizpovedi.
Dvanajst členov: Pravični in temeljni členi vseh kmetov in najemnikov duhovnih in začasnih sil, ki sami mislijo da so zatirani, so napisali (verjetno Schappeler in Sebastian Lotzer) v začetku leta 1525. To je bila verska peticija, ki je nastala iz Luthrovih idej, poziv h kmečkim pravicam. V dveh mesecih po objavi v Memmingenu je bilo v Evropi v obtoku 25.000 izvodov traktata. To so prvi znani dokumenti o človekovih pravicah na svetu (če se zanemari Magna Carta v Angliji leta 1215).
V 1630-ih je bil Memmingen v središču pozornosti med tridesetletno vojno, v mestu pa je bil razporejen cesarski generalissimo Wallenstein, ko je bil dramatično odpuščen iz službe. Od leta 1632 je Memmingen na kratko zasedla švedska vojska in postal baza operacij za švedske čete v Švabski. Septembra 1647 so imperialisti oblegali švedsko garnizijo pod polkovnikom Sigismundom Przyemskim. Dva meseca kasneje se je mesto predalo.
Po reorganizaciji Nemčije leta 1802 je Memmingen postal del Bavarske. V 19. stoletju je prišlo do počasnega gospodarskega nazadovanja, ki se je ustavilo šele z gradnjo železnice, ki je sledila toku reke Iller.
Od 2. svetovne vojne je bil Memmingen mesto v razvoju, s stopnjo gospodarske rasti nad povprečjem Bavarske.

## Geografija

### Lega
Memmingen leži v bližini bavarske zahodne meje proti Baden-Württembergu in ob reki Iller, približno 50 kilometrov južno od Ulma in 115 kilometrov jugozahodno od Münchna v suhi dolini, ki je služila ledeniku Iller v zadnji ledeni dobi kot glavni odtočni kanal. Suha dolina Memmingerja geografsko spada v območje Zgornje ali Srednje Švabske. Naravna meja mesta na zahodu je Buxacher Halde, na jugovzhodu pa Benninger Ried, na vzhodu na boku doline je občina Memmingerberg. Na severovzhodu mestno območje omejuje okrožje Eisenburg. Vprašanje ali je Memmingen v Allgäuju, večinoma potrjuje mestna uprava zaradi turističnih razlogov. Zaradi kulturne in arhitekturne zgodovine Memmingena pa ga gre pripisati območju Zgornje Švabske.

### Geologija
Memmingen in njegovi kraji so na stari ledeniški planoti. Tla so večinoma peščena v osrednjem mestu, ilovnata v okrožjih in na zahodu. Na nekaterih mestih je ledenik zapustil gramoz (npr. Steinheimerjev koridor). Na vzhodu je raven podzemne vode zelo visoka (po navadi 1,5-2,5 metra pod zemljo), kjer se pojavljajo številni manjši tokovi. Mesto je deloma na starem močvirju. Od tam so bile vode že v času mestnih temeljev združene in usmerjene v mesto. Nastal je Memminger Ach. Industrijsko območje Sever se nahaja na rodovitni, humusno bogati zemlji in je bilo prej kašča Zgornje Švabske. Danes se za kmetijstvo uporabljajo le obrobna območja v smeri Heimertingena in Buxheima. Okrožje Eisenburg je na zbirki večjih, stisnjenih formacij ledeniškega kamna, ki oblikujejo lastno planoto.
Geografski podatki mesta Memmingen:
- Najnižja točka: 561 m nadmorske višine (Iller blizu Egelsee)
- Najvišja točka: 679 m nadmorske višine (zbiralnik vode v gozdu Eisenburger)
- Središče mesta je 595 m nadmorske višine (tržnica)

### Mestno območje
Mesto Memmingen meri 14,6 km v daljši smeri sever-jug, v smeri vzhod-zahod pa ima 11,3 kilometra. Mestno območje sestavljajo okrožja Memmingen, Amendingen, Buxach, Dickenreishausen, Eisenburg, Ferthofen, Steinheim, Volkratshofen in del okrožja Buxheim (drugi del okrožja je občina Buxheim). Obseg mesta je 75,3 kilometrov. Skupna površina je 70,14 kvadratnih kilometrov, od tega 3505 hektarjev kmetijskih zemljišč in 1709 hektarjev gozda. Vodna površina znaša 51,5, javna prometna območja 530 ter rekreacijske in zelene površine 75 hektarjev.
Celoten seznam okrožij vključuje Memmingen, Amendingen, Bleiche, Brunnen, Buxach, Buxachermühle, Dickenreishausen, Egelsee, Eisenburg, Ferthofen, Grünenfurt, Hart, Hitzenhofen, Illerfeld, Priemen, Schnaid, Spitalmühle, Steigmühle, Steinheim, Straßbauer, Straßbauerhölzl, Teichgarten, Unterhart, Volkratshofen in Weidenbühl.

### Podnebje
Memmingen leži s povprečno letno temperaturo in količino padavin v zmernem pasu. Padavine so po navadi nekoliko višje, temperature pa so nekoliko nižje od povprečja. Spomladi in jeseni je gosta megla v starem mestu in zahodnih okrožjih precej pogosta zaradi bližnjega Illerja in teče skozi mesto Memminger Ach. Najhladnejši mesec je januar s povprečno najnižjo dnevno temperaturo -5 ° C in povprečno najvišjo dnevno temperaturo +2 ° C. Najtoplejša meseca sta julij in avgust z najnižjo temperaturo 12 ° C in povprečno najvišjo 24 ° C.

## Prebivalstvo
Od 19. stoletja se je število prebivalcev povečalo. Po drugi svetovni vojni se je več kot 10.000 beguncev iz nekdanjih nemških vzhodnih ozemelj preselilo v Memmingen. Še en izreden porast je bil zabeležen leta 1972, ko se je urbano območje kot del teritorialne reforme več kot podvojilo. Od leta 1990 se je število prebivalcev povečalo za okoli 4,5 %. Novembra 2016 je bila prvič presežena ocena 43.000 prebivalcev.  Bavarski državni urad za statistiko napoveduje rast prebivalstva okoli 2,5 % za mesto Memmingen.
Mesto ima v administrativnih mejah okoli 45.000 prebivalcev (2021), z urbanizirano okolico pa preko 50.000. 

## Kultura in znamenitosti

### Zgodovinski festivali
Vsako leto Memmingen praznuje Fischertag (ribiški dan), v katerem obujajo srednjeveške tradicije. Mestni potok se izlovi, da ga popolnoma izsušijo in očistijo, hkrati pa je med skoraj 1200 ribiči imenovan "Ribji kralj" (tisti, ki je ulovil najtežjo postrv). Vsako leto na ta festival pride do 40.000 udeležencev ali gledalcev.
Vsake štiri leta Memmingen ponavlja dogodke okoli obiska Wallensteina leta 1630 z največjim evropskim zgodovinskim festivalom: Wallensteinfestspiele (Memmingen).

### Arhitektura
Memmingen se, tako kot druge občine, imenuje »pri vratih Allgäuja«, poleg tega pa se imenuje tudi »mesto vrat, stolpov in zatrepov«. Velik del srednjeveškega starega mesta je preživel drugo svetovno vojno in povojna leta. Še vedno obstoja deset mestnih vrat in stolpov ter približno dva kilometra mestnega obzidja. Vojne izgube so se nanašale predvsem na postajno okrožje, tj. na vzhodni del starega mesta in od 1970-ih so se zgodile velike izgube zgodovinskih stavb. Ob celotnih ulicah so v južnem starem mestnem jedru so porušili srednjeveške in zgodnje moderne mestne hiše in jih zamenjali z zgodovinskimi, večinoma veliko večjimi betonskimi hišami. V 1990-ih so porušili ženski mlin in reorganizirali sosednjo četrt. Izguba zgodovinskih stavb se je nadaljevala tudi v 21. stoletju: poleg rušenja Gartenwirtschaft Engelkeller je to vplivalo predvsem na južno staro mesto. Tam so poleg Elsbethenkloštra porušili več zgodovinskih obrtnih hiš, da bi naredili prostor za sodobne zgradbe.
Poleg številnih mestnih hiš (vključno z več baročnimi palačami) so slikovite ulice, skozi katere teče mestni potok. Predvsem srednjeveški trg označuje mestno podobo z mestno hišo, Grosszunftom – velika cehovska hiša zgornješvabskega nekdanjega svobodnega cesarskega mesta zapre trg Maktplatz na vzhodu in tako postavlja močan vidik urbanega razvoja in Steuerhaus - srednjeveška upravna stavba neodvisnega zgornješvabskega mesta. Znamenita je gotska cerkev sv. Martina z več kot 500 let starimi kornimi klopmi in restavrirana leta 1996, prvotni francoski samostan Antoniterjev, najbolje ohranjeni in največji te vrste na svetu. Antoniterjev red (Canonici Regulares Sancti Antonii, kratica: CRSAnt, tudi Antoniusorden, Antonians, Antoniterorden ali Antonianer) je bil krščanski bolnišnični red. Verjetno najstarejša cerkev v Memmingenu je cerkev Naše gospe ali Frauenkirche, ki vsebuje pomembne freske iz 15. in 16. stoletja. Tudi Siebendächerhaus (hiša sedmih streh), baročna cerkev Kreuzherrenkirche, prenovljen mestni bordel, Salzstadel, Kramerzunft (imenovan tudi hiša 12 artikolv) so znamenitosti, manj znan pa je Bismarckturm na Hühnerbergu, ki ga ni mogoče obiskati od znotraj. Ob njem je nov nogometni stadion, ki je bil odprt 26. julija 2007 in je vreden ogleda po velikosti in razporeditvi.
Sedem simbolov Memmingerja pa je:
- Vodna umetnost, mojstrovina srednjeveških vodnih sistemov; samo vodni slap še vedno spominja na pionirsko delo graditeljev.
- Konj v zibelki – spomin na legendo.
- Bazilisk - pravijo, da je živel v hiši na zadnji strani Gerbergasse. Njegovo ime je tudi zmaj za angelom; domneva se, da je bil fosiliziran bazilisk, ki ga je mogoče obiskati v mestnem muzeju, sklepnik oboka škotskega samostana iz 16. stoletja.
- Modri steber je bil verjetno prvi kraj izvršitve sodb okrožja Memmingen. Vendar pa nihče ne more z gotovostjo reči, zakaj je steber modre barve.
- Siebendächerhaus (hiša sedmih streh) je služila strojarjem za sušenje kož. Izjemna arhitektura hiše ji daje ime. Ima skupaj sedem streh, zatrep se tudi šteje za streho.
- sv. Hildegard, portret Bernharda Strigela na stolpu sv. Martina
- Zeleni hudič sv. Martina je zdaj nič več viden portret hudiča v cerkvi sv. Martina, izgubljen zaradi prebarvanja v drugi svetovni vojni.

### Parki
Na mestnem obzidju je nastal zeleni pas. Stari jarki so bili napolnjeni z eno izjemo (Hohe Wacht, južni del mestnega obzidja) in nadomeščeni z zelenimi površinami z več kot 150 letnimi drevesi. Parki se imenujejo (v smeri urinega kazalca na Ulmer Tor): Hubergarten, Zollergraben, Ratzengraben / Zollergraben, Kohlschanze, Reichshain, Kaisergraben, Hohe Wacht, Westertorplatz, Grimmelschanze. V skoraj vseh soseskah so manjši, večinoma mlajši parki. Obstaja tudi mestni park Neue Welt, nekdanji Landesgartenschaugelände, pa tudi staro pokopališče in Waldfriedhof, ki sta oba parka in rekreacijski območji.

## Mednarodne povezave
Memmingen je pobraten z:
- Glendale, Arizona, ZDA, od 1976
- Provinca Teramo, Italija, od 1981
- Teramo, Italija, od 1981
- Auch, Francija, od 1990
- Eisleben, Nemčija, od 1990
- Kiryat Shmona, Izrael, od 2009
- Karataş, Turčija, od 2009
- Litzelsdorf, Avstrija, od 2009
- Černigov, Ukrajina, od 2009

Memmingen ima partnerstvo z:
- Colmar, Francija
- Češka: Leta 1956 botrstvo sudetskih Nemcev, razseljenih z Beneševimi odloki, je bilo odvzeto mestu in okrožju Freudenthal / Altvater. Narodni muzej Freudental / Altvater v Memminger Hermansbau spominja na nemško zgodovino te kulturne krajine v današnji Češki in ohranja povezavo za prihodnje generacije.[7]